# مروین استالدر
مروین استالدر (انگلیسی: Marvin Stalder; ۹ دسامبر ۱۹۰۵ – ۲ سپتامبر ۱۹۸۲) قایقران روئینگ اهل ایالات متحده آمریکا بود.